# Palazzo Pancari Ferreri
Il palazzo Pancari Ferreri era la residenza catanese del barone Pancari Ferreri. Posto in via Etnea, 306, ad angolo con la via Umberto I, l'edificio venne progettato dall'architetto Carlo Sada e costruito tra il 1881 e il 1900.